# Cancioneiro da Ajuda

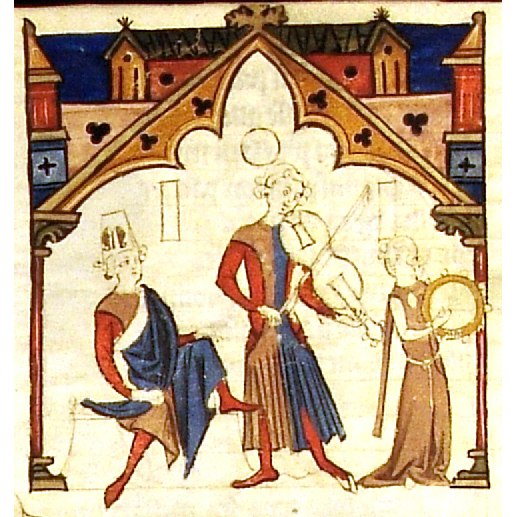
Miniature du Cancioneiro da Ajuda

Le Cancioneiro da Ajuda est une collection de poésies médiévales (cantigas) écrites en  galaïco-portugais. C'est l'un des trois cancioneiros conservés aujourd'hui. Il tire son nom de la cité portugaise d'Ajuda, proche de Lisbonne.

## Histoire
Le Cancioneiro da Ajuda est conservé à la Bibliothèque du Palais national d'Ajuda. C'est un parchemin manuscrit in-folio, écrit par une seule personne avec une écriture gothique et de nombreuses miniatures. Il est dans un état incomplet: figurent les textes poétiques, mais les miniatures sont inachevées et la musique manque, alors qu'il y a un espace réservé sous les vers de la première strophe de chaque cantiga.
Sa date de composition la plus probable tourne autour de 1280. Il contient uniquement des cantigas de amor, un type de composition lyrique d'origine incontestablement provençale. Il recueille un total de 310 cantigas, dont 56 sont communes avec le Cancioneiro da Vaticana et 189 avec le Cancioneiro Colocci-Brancuti. C'est le plus ancien des trois principaux cancioneros galaïco-portugais conservés et le plus fiable de tous car il a été élaboré à la cour d'Alphonse X le Sage.

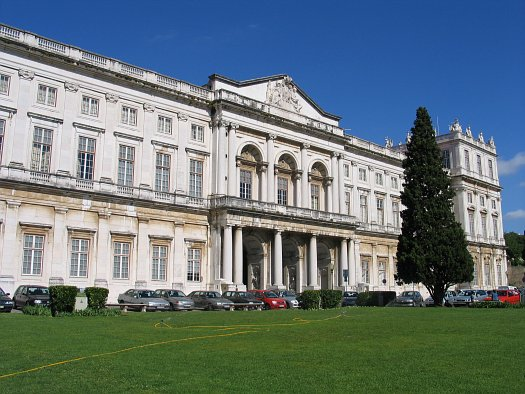
Palais d'Ajuda

Les premières éditions complètes datent de 1824 et 1849, et l'édition classique est celle réalisée par Carolina Michaëlis de Vasconcelos en 1904.

## Sources
- (es) Cet article est partiellement ou en totalité issu de l’article de Wikipédia en espagnol intitulé « Cancionero de Ajuda » (voir la liste des auteurs).